# Denzil Douglas

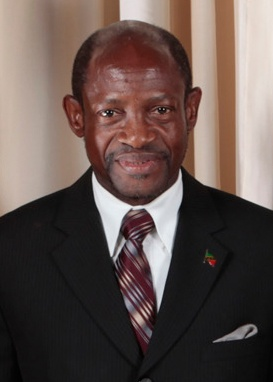
Denzil Douglas (2009)

Denzil Llewellyn Douglas (* 14. Januar 1953 in Saint Paul’s, St. Kitts) ist ein Politiker aus St. Kitts und Nevis. Er war von 1995 bis 2015 Ministerpräsident seines Landes.
Douglas studierte und promovierte an der University of the West Indies. 1989 wurde er Vorsitzender der St Kitts and Nevis Labour Party. Im selben Jahr wurde er erstmals in die Nationalversammlung gewählt. 
1995 gewann er mit seiner Partei die Parlamentswahlen. Am 7. Juli 1995 trat er sein Amt als Ministerpräsident an. 
Nachdem Denzils Partei bei der Parlamentswahl im Februar 2015 nur 4 von 11 Sitzen errang, wurde am 18. Februar 2015 Timothy Harris als neuer Ministerpräsident vereidigt.